# Secuencia de consenso
En biología molecular y bioinformática, la secuencia de consenso o secuencia canónica es el orden calculado más frecuente, ya sea de nucleótidos o aminoácidos, encontrado en cada posición en una alineación de secuencia.

Representa los resultados de alineaciones de secuencia múltiples en las que las secuencias relacionadas se comparan entre sí y se calculan motivos de secuencia similares.
Dicha información es importante cuando se consideran enzimas dependientes de secuencia como la polimerasa de ARN.

## Consenso estadístico
La obtención de una "secuencia consenso", se realiza comparando las secuencias disponibles, obtenidas de varios fraccionamientos bioquímicos de los componentes de una o más moléculas.

En una "secuencia consenso" se colocan las bases nitrogenadas (o aminoácidos) encontrados con mayor frecuencia, en las distintas secuencias comparadas.

Como ejemplo en estas cinco secuencias de bases:

ATCCGGATCGA

TTTCGGTTCGA

TACCTGACCGG

TTCCGCATCTA

TTCAGGATCGA

la secuencia consenso resultante es:

TTCCGGATCGA,

ya que esta es, de todas las anteriores, la secuencia que representa las bases de mayor frecuencia absoluta en cada posición.
Un segmento de aminoácidos que le confiere a una proteína una función particular, puede ser algo diferente en proteínas distintas. 
Una "secuencia consenso" es solamente una de las versiones conocidas/posibles de una secuencia de aminoácidos. Tiene en cada lugar de la cadena, el aminoácido que está allí con mayor frecuencia en ejemplos diferentes. Por tanto, ese aminoácido modal se escoge como el de elección en esa posición en el consenso.

## Software
Las herramientas bioinformáticas (software) son capaces de calcular y visualizar secuencias de consenso. Ejemplos de estas herramientas son JalView y UGENE.